# Плавання на Чемпіонаті світу з водних видів спорту 2022 — змішана естафета 4x100 метрів комплексом
Змагання з плавання в змішаній естафеті 4x100 метрів комплексом на Чемпіонаті світу з водних видів спорту 2022 відбулися 21 червня 2022 року.

## Рекорди
Перед початком змагань світовий рекорд і рекорд чемпіонатів світу були такими:
| Світовий рекорд          | Велика Британія | 3:37.58 | Токіо (Японія)      | 31 липня 2021 |
| Рекорд чемпіонатів світу | США             | 3:38.56 | Будапешт (Угорщина) | 26 липня 2017 |

## Результати

### Попередні запливи
Попередні запливи розпочалися о 10:13 за місцевим часом.
| Місце | Заплив | Доріжка | Країна                      | Плавці | Час           | Примітки      |
| ----- | ------ | ------- | --------------------------- | --- | ------------- | ------------- |
| 1     | 4      | 3       | США                         | Раян Мерфі (52.40) Ліллі Кінг (1:06.79) Майкл Ендрю (50.69) Еріка Браун (53.28)                                                | 3:43.16       | Q             |
| 2     | 3      | 3       | Нідерланди                  | Кіра Туссен (1:00.45) Арно Каммінга (58.70) Нілс Корстаньє (51.12) Марріт Стінберген (53.21)                                   | 3:43.48       | Q             |
| 3     | 4      | 4       | Велика Британія             | Меді Гарріс (1:00.09) Джеймс Вілбі (58.94) Джейкоб Пітерс (51.49) Анна Гопкін (53.12)                                          | 3:43.64       | Q             |
| 4     | 4      | 5       | Австралія                   | Айзек Купер (53.77) Метью Вілсон (1:00.27) Бріанна Тросселл (57.51) Меґ Гарріс (53.03)                                         | 3:44.58       | Q             |
| 5     | 3      | 4       | Китай                       | Сюй Цзяюй (53.33) Юй Цзін'яо (1:06.73) Ван Чанхао (51.23) Чен Юйцзє (53.63)                                                    | 3:44.92       | Q             |
| 6     | 3      | 6       | Японія                      | Іріє Рьосуке (53.05) Аокі Реона (1:06.49) Мідзунума Наокі (50.92) Ріка Омото (54.62)                                           | 3:45.08       | Q             |
| 7     | 3      | 5       | Італія                      | Мікеле Ламберті (54.40) Аріанна Кастіньліоні (1:05.82) Елена Ді Ліддо (57.83) Мануель Фріго (48.39)                            | 3:46.44       | Q             |
| 8     | 4      | 2       | Німеччина                   | Оле Брауншвайґ (53.90) Анна Елендт (1:05.59) Анґеліна Келер (58.06) Ян Ерік Фрізе (48.99)                                      | 3:46.54       | Q             |
| 9     | 4      | 7       | Бразилія                    | Гільєрме Бассето (54.69) Жоан Гомес Жуніор (1:00.15) Джованна Діаманте (58.31) Стефані Балдуччіні (54.92)                      | 3:48.07       |               |
| 10    | 4      | 6       | Ізраїль                     | Анастасія Горбенко (1:00.08) Крістіан Пічугін (1:01.55) Томер Франкель (51.71) Дарія Головати (55.05)                          | 3:48.39       |               |
| 11    | 3      | 7       | Канада                      | Хав'єр Асеведо (54.80) Рейчел Нікол (1:07.28) Кетрін Савард (58.57) Юрі Кісіл (48.28)                                          | 3:48.93       |               |
| 12    | 3      | 2       | Греція                      | Евангелос Макригіанніс (54.38) Константінос Мерецоліас (1:00.35) Анна Нтунтунакі (58.88) Теодора Драку (55.52)                 | 3:49.13       |               |
| 13    | 1      | 5       | Гонконг                     | Стефані Ау (1:01.38) Адам Чіллінґворт (1:02.16) Ніколас Лім (54.27) Камілла Чен (56.47)                                        | 3:54.28       |               |
| 14    | 2      | 0       | Сінгапур                    | Ке Чженвень (55.26) Ніколас Махабір (1:00.30) Летіція Сім (1:01.88) Аманда Лім (56.99)                                         | 3:54.43       |               |
| 15    | 4      | 0       | Латвія                      | Гіртс Фелдбергс (55.65) Даніїлс Бобровс (1:02.69) Ієва Малука (1:02.29) Габріела Нікітіна (57.14)                              | 3:57.77       |               |
| 16    | 2      | 2       | Китайський Тайбей           | Chuang Mu-lun (55.51) Wang Hsing-hao (1:03.33) Hsu An (1:02.65) Huang Mei-chien (56.64)                                        | 3:58.13       |               |
| 17    | 4      | 8       | Словаччина                  | Тамара Потоцька (1:04.91) Ніколета Трникова (1:10.14) Адам Галас (54.02) Матей Душа (49.60)                                    | 3:58.67       |               |
| 18    | 3      | 8       | ПАР                         | Олівія Нел (1:03.35) Бренден Кроуфорд (1:01.33) Клейтон Джиммі (56.05) Стефані Гаутман (59.92)                                 | 4:00.65       |               |
| 19    | 1      | 4       | В'єтнам                     | Nguyễn Quang Thuấn (59.87) Phạm Thanh Bảo (1:02.69) Lê Thị Mỹ Thảo (1:03.76) Võ Thị Mỹ Tiên (1:01.21)                          | 4:07.53       |               |
| 20    | 2      | 1       | Таїланд                     | Джинджутха Пхолджамджумрус (1:08.22) Дуляват Каевсрійонг (1:05.69) Навафат Вонгчароен (54.08) Ярінда Сунтхорнрангсрі (1:01.29) | 4:09.28       |               |
| 21    | 2      | 5       | Марокко                     | Ліна Хіяра (1:09.19) Імане Ель Баруді (1:14.80) Самі Бутуїль (54.53) Сухайл Хамучане (52.39)                                   | 4:10.91       |               |
| 22    | 3      | 0       | Багамські Острови           | Ламар Тейлор (58.58) Ізаак Бастіан (1:04.72) Зейлі Томпсон (1:10.74) Ліліан Гіґґс (1:01.15)                                    | 4:15.19       |               |
| 23    | 2      | 7       | Монголія                    | Енх-Амгалангіїн Аріунтамір (1:08.56) Занданбал Гунсенноров (1:08.74) Батбаярин Енххюслен (1:04.98) Батбаярин Енхтамір (53.04)  | 4:15.32       |               |
| 24    | 2      | 4       | Сейшельські Острови         | Терес Сукуп (1:11.96) Сімон Бахманн (1:07.51) Матьє Бахманн (57.36) Хема Елізабет (1:02.38)                                    | 4:19.21       |               |
| 25    | 4      | 9       | Ангола                      | Сальвадор Гордо (1:01.39) Марія Фрейташ (1:19.67) Ліа Ліма (1:06.72) Енріке Маскареньяш (52.99)                                | 4:20.77       |               |
| 26    | 1      | 3       | Північні Маріанські Острови | Джун Теноріо (1:01.77) Марія Батальйонес (1:24.00) Таййо Акімару (1:02.22) Джіні Томпсон (1:09.92)                             | 4:37.91       |               |
| 27    | 2      | 9       | Гуам                        | Бенджамін Ко (1:03.63) Кеана Сантос (1:35.53) Міа Лі (1:12.81) Ісраел Поппе (55.13)                                            | 4:47.10       |               |
| 28    | 1      | 6       | Мальдіви                    | Айшат Саусан (1:18.58) Мубаль Аззам Ібрагім (1:19.87) Мохамед Аан Хуссайн (1:07.09) Хамна Ахмед (1:12.52)                      | 4:58.06       |               |
| 29    | 2      | 8       | Південна Корея              | Lee Ju-ho (54.40) Choi Dong-yeol (1:00.13) Кім Со Йон Jeong So-eun                                                             | Disqualified  | Disqualified  |
| 29    | 3      | 1       | Литва                       | Ерікас Ґрігайтіс (55.27) Котрина Тетеревкова (1:08.16) Дейвідас Маргевічюс Рута Мейлутіте                                      | Disqualified  | Disqualified  |
| 29    | 4      | 1       | Естонія                     | Армін Еверт Лелле (55.84) Енелі Єфімова Alex Ahtiainen Алекса Ґолд                                                             | Disqualified  | Disqualified  |
| 29    | 2      | 3       | Уганда                      | | Не стартували | Не стартували |
| 29    | 2      | 6       | Танзанія                    | | Не стартували | Не стартували |
| 29    | 3      | 9       | Перу                        | | Не стартували | Не стартували |

### Фінал
Фінал відбувся о 19:52 за місцевим часом.
| Місце | Доріжка | Країна          | Плавці                                                                      | Час     | Примітки |
| ----- | ------- | --------------- | --------------------------------------------------------------------------- | ------- | -------- |
| 1     | 4       | США             | Гантер Армстронґ () Нік Фінк () Торрі Гаск () Клер Курзан ()                | 3:38.79 |          |
| 2     | 6       | Австралія       | Кейлі Маккіон () Зак Стабблеті-Кук () Метью Темпл () Шейна Джек ()          | 3:41.34 |          |
| 3     | 5       | Нідерланди      | Кіра Туссен () Арно Каммінга () Нілс Корстаньє () Марріт Стінберген ()      | 3:41.54 |          |
| 4     | 3       | Велика Британія | Меді Гарріс () Джеймс Вілбі () Джеймс Ґай () Фрея Андерсон ()               | 3:41.65 |          |
| 5     | 1       | Італія          | Томас Чеккон () Ніколо Мартіненьї () Елена Ді Ліддо () Сільвія ді П'єтро () | 3:41.67 |          |
| 6     | 2       | Китай           | Сюй Цзяюй () Ян Цзібей () Чжан Юйфей () Чен Юйцзє ()                        | 3:43.55 |          |
| 7     | 7       | Японія          | Іріє Рьосуке () Аокі Реона () Мідзунума Наокі () Ріка Омото ()              | 3:45.28 |          |
| 8     | 8       | Німеччина       | Оле Брауншвайґ () Анна Елендт () Анґеліна Келер () Рафаель Мірослав ()      | 3:46.64 |          |